# Mili Marina
Mili Marina è una frazione del comune di Messina, rientrante nella I circoscrizione, e situata sulla costa, a circa 10 km a sud del centro cittadino.
Bagnata dalle acque dello Stretto di Messina, confina a Nord con Tremestieri, a Sud con Galati Marina e verso il lato monte con Mili San Marco.

## Origini del nome
Il toponimo deriva da mèlon, in greco tardo e bizantino mìlon, che significa "ovino", ossia luogo di pascoli, mentre "marina" si riferisce alla sua posizione geografica rispetto alle altre due frazioni con la stessa denominazione, ma poste tra le colline.

## Storia
Sorto nella prima metà del secolo XVII, prima di questa data era un piccolissimo villaggio di pescatori, meta di incursioni di pirati barbareschi.  
La costruzione della prima chiesa risale al 10 gennaio 1634, come da iscrizione su una lapide marmorea apposta nella vecchia costruzione. La chiesa venne dedicata a San Paolino vescovo di Nola.
Con la fine della pirateria nel Mediterraneo il villaggio iniziò a popolarsi divenendo metà di villeggiatura di facoltose famiglie della borghesia mercantile, che vi costruirono le loro ville. Dagli anni '50 agli anni '80 del XX secolo fu sede di attività cantieristiche, di trasformazione dei prodotti agrumari e di essenze floreali.

## Monumenti e luoghi d'interesse

### Architetture religiose
La chiesa del villaggio, edificata nel 1956 è intitolata al patrono San Paolino vescovo di Nola, che viene festeggiato la penultima domenica d'agosto.
Nei pressi, a circa 20 m a nord, si trova la vecchia chiesa del 1634 ormai in disuso.

## Infrastrutture e trasporti
Posta lungo la ex strada statale 114, fra il 1892 e il 1951 la località era servita dalla tranvia Messina-Giampilieri della SATS, elettrificata nel 1917.
I collegamenti extraurbani sono oggi svolti dalla ferrovia Messina-Siracusa, sulla quale è attiva la fermata Mili Marina del servizio ferroviario suburbano Messina-Giampilieri svolto da Trenitalia nell'ambito del contratto di servizio stipulato con la Regione Siciliana, nonché dalla autostrada Messina-Catania.
Il collegamento con il centro di Messina è garantito dagli autoservizi ATM.